# Острозький краєзнавчий музей
Острозький краєзнавчий музей — краєзнавчий музей у місті Острог Рівненської області, розташований на території Острозького замку; зібрання матеріалів і предметів з історії та побуту давнього Острога і Острожчини; складова Державного історико-культурного заповідника в Острозі; культурний і просвітницький осередок міста й області.

## Загальні дані
Острозький краєзнавчий музей є підрозділом Державного історико-культурного заповідника в місті Острозі й міститься у Вежі Мурованій Острозького замку за адресою:
вул. Академічна, буд. 5, м. Острог—35800 (Рівненська область, Україна).
Директор музейного закладу — Манько Микола Павлович.

## Про музей та його експозицію
Роком заснування Острозького краєзнавчого музею вважається 1913 рік, що робить його одним з найстаріших музейних закладів Рівненщини.
У теперішній час (2000-ні) у 6 залах музею розміщені матеріали, які відображають історію Острога й краю від давніх часів і до наших днів. У музеї є цінні археологічні колекції, експонати живопису, народного художнього промислу, кераміки, зброї.
Експозиція «Острог, як один із культурних центрів України XV ст.» розповідає про Острозьку академію, про прогресивну діяльність місцевого гуртка вчених, літераторів і педагогів.
У одному із залів музею розгорнуто постійну виставку, що відображає Визвольну війну українського народу під проводом Богдана Хмельницького.
Окремі стенди музейної експозиції висвітлюють життя і діяльність видатних діячів, які жили, працювали або перебували в Острозі — першодрукаря Івана Федорова, ректора Острозької академії Герасима Смотрицького тощо.

## Графік роботи
- вівторок, середа, четвер, субота, неділя: з 9.30 до 17.00
- п'ятниця: з 9.30 до 16.00
- понеділок: експозиція закрита.

## Вартість послуг
Для учнів/студентів: вхідний квиток — 20 грн. Вартість екскурсії: група до 25 осіб — 200 грн. , група понад 25 осіб — 400 грн.

Для дорослих: вхідний квиток — 40 грн. Вартість екскурсії: група до 25 осіб — 300 грн., група понад 25 осіб — 600 грн.

## Виноски
1. ↑  Острозький краєзнавчий музей на www.prostir.museum («Музейний простір України»)